# Miguel Ángel Borrelli
Miguel Ángel Borrelli (Bolivar, 1948 – Bolivar, 24 / 12 2021) è stato un giocatore di biliardo argentino.
Borrelli è stato uno dei più carismatici giocatori argentini insieme a Gomez e Torregiani. In Argentina è stato campione nazionale 7 volte.
A livello mondiale è stato campione del mondo nel 1983; sempre ai mondiali si è piazzato al 2º posto nel 1985.